# Агульское
Агульское — пресное горное озеро тектонического происхождения в верхнем течении реки Большой Агул, располагается на территории Нижнеудинского района Иркутской области России, одна из «жемчужин» Тофаларии и Восточного Саяна. Площадь поверхности — 8,3 км². Площадь водосборного бассейна — 368 км². Высота над уровнем моря — 921,3 м.

## Физико-географическая характеристика
Агульское озеро вытянуто с юга на север, располагается в горном разломе и окружено горами. C западной и восточной стороны к озеру подступают крутые скалы. Притоки: Сигач, Тоенка, Мысовая, Стрелка, Восточная. На юге, где в озеро впадает река Большой Агул, местность слегка заболочена. На севере, где из озера вытекает река Большой Агул, обширные песчаные косы.
Озеро глубокое, глубины достигают 104,2 м. Вода прозрачная, очень чистая. Даже летом вода прогревается всего до 10—12 °C. Зимой на Агульском озере регулярно происходят камнепады.
В озере обитают хариус, ленок, таймень. Охота, рыбная ловля и валка леса в районе озера запрещены, так как озеро является частью Тофаларского государственного заказника.